# 利索韋 (魯任區)
49°53′27″N 29°5′34″E / 49.89083°N 29.09278°E
利索韋（烏克蘭語：Лісове），是烏克蘭北部的村莊，隸屬日托米爾州的別爾季切夫區。該村面積0.41平方公里，海拔高度239米，2001年人口50，人口密度每平方公里122.25人。